# Alberte Pullman
Alberte Pullman, nata Bucher (Nantes, 26 agosto 1920 – Parigi, 7 gennaio 2011), è stata una chimica francese, specializzata in chimica teorica e chimica quantistica.

## Biografia
Iniziò i suoi studi universitari nel 1938 presso la facoltà di Scienze della Sorbona di Parigi, durante i quali lavorò ai calcoli per il Centre National de la Recherche Scientifique (CNRS). A partire dal 1943 fu allieva di Raymond Daudel e nel 1946 ottenne il dottorato di ricerca con una tesi dal titolo Contribution à l'étude de la structure électronique des molécules organiques: Etude particulière des hydrocarbures cancérigènes (Contributo allo studio della struttura elettronica delle molecole organiche: Studio speciale sugli idrocarburi cancerogeni).
Dopo la guerra sposò Bernard Pullman, con cui lavorò fino alla scomparsa di lui, avvenuta nel 1996. Insieme scrissero diversi libri, tra cui Quantum Biochemistry (Interscience Publishers, 1963). La coppia pose le basi della biochimica quantistica, applicando i principi della chimica quantistica alle biomolecole, alla farmacologia e allo studio delle proprietà cancerogene degli idrocarburi aromatici.
Alberte Pullman è stata membro dell'Accademia internazionale di scienze quantistiche molecolari e della International Society of Quantum Biology and Pharmacology, di cui fu anche presidente dal 1985 al 1991.
Fu candidata quattro volte al Premio Nobel per la chimica, nel 1963, 1965, 1968 e 1969.

## Opere principali
- con Bernard Pullman: (FR) Les Théories Electroniques de la Chimie Organique, prefazione di Louis de Broglie, Parigi, Masson, 1952.
- con Bernard Pullman: (FR) Cancérisation par les substances Chimiques et Structure Moléculaire, Parigi, Masson, 1955.
- con Bernard Pullman: (EN) Quantum Biochemistry, New York, Interscience, 1963.